# Rizal (Cagayan)
Rizal (Bayan ng Rizal) är en kommun i Filippinerna. Kommunen ligger på ön Luzon, och tillhör provinsen Cagayan. Folkmängden uppgår till 14 929 invånare.

## Barangayer
Rizal är indelat i 30 barangayer.
| - Anagguan - Anurturu - Anungu - Baluncanag - Batu - Cambabangan - Capacuan - Dunggan - Duyun - Gaddangao - Gaggabutan East - Illuru Norte - Lattut - Linno (Villa Cruz) - Liuan | - Mabbang - Mauanan - Masi (Zinundungan) - Minanga - Nanauatan - Nanungaran - Pasingan - Poblacion - San Juan (Zinundungan) - Sinicking - Battut - Bural (Zinundungan) - Gaggabutan West - Illuru Sur - Santa Teresa |